# Final da Liga Europa da UEFA de 2022–23
A Final da Liga Europa da UEFA de 2022–23 foi a partida final da Liga Europa da UEFA de 2022–23, a 52ª temporada do torneio secundário de futebol de clubes da Europa organizado pela UEFA e a 14ª desde que foi renomeada de Taça UEFA para o nome atual. A partida foi disputada na Puskás Aréna em Budapeste, Hungria, em 31 de maio de 2023 Devido ao adiamento e realocação da final de 2019–20, os anfitriões da final foram adiados um ano, com Budapeste sediando a final de 2023.
O Sevilla, venceu por 4–1 
a Roma nos pênaltis, após empatar por 1–1 no tempo normal e prorrogação, e ganhou o seu sétimo título de Copa da UEFA/Liga Europa. Como campeões, eles tem o direito de jogar contra os vencedores da Liga dos Campeões da UEFA de 2022–23 na Supercopa da UEFA de 2023, e também ir diretamente para a fase de grupos da Liga dos Campeões da UEFA de 2023–24.

## Escolha da Sede
A Púskas Arena foi escolhida pelo Comité Executivo da UEFA durante a sua reunião em Ljubljana, Eslovênia, em 2 de março de 2020.
No entanto devido a Pandemia de COVID-19, em 17 de junho de 2020, o Comitê Executivo da UEFA anunciou que, devido ao adiamento e realocação da final de 2020, Budapeste sediaria a final de 2023.

## Caminho até a final
Nota: Em todos os resultados abaixo, os gols dos finalistas é dado primeiro (C: casa; F: fora).
| Pos. | Equipe            | Pts |
| ---- | ----------------- | --- |
| 1    | Manchester City   | 14  |
| 2    | Borussia Dortmund | 9   |
| 3    | Sevilla           | 5   |
| 4    | København         | 3   |

| Pos. | Equipe     | Pts |
| ---- | ---------- | --- |
| 1    | Betis      | 16  |
| 2    | Roma       | 10  |
| 3    | Ludogorets | 7   |
| 4    | HJK        | 1   |

## Partida

### Detalhes
A final foi disputada em 31 de maio de 2023 na Puskás Arena, em Budapeste. Foi realizado um sorteio a 17 de março de 2023, após os sorteios dos quartos-de-final e das meias-finais, para determinar a equipa "da casa" para efeitos administrativos. 
| 31 de maio de 2023 | Sevilla            | 1 – 1     | Roma       | Puskás Aréna, Budapeste                     |
| 21:00 (UTC+2)      | Mancini 55' (g.c.) | Relatório | Dybala 35' | Público: 61 476 Árbitro: ING Anthony Taylor |

|                                |     | Penalidades              |  |
| Ocampos Lamela Rakitić Montiel | 4–1 | Cristante Mancini Ibañez |  |

| Sevilla | Roma |

| GK                   | 13 | Yassine Bounou    |         |        |
| RB                   | 16 | Jesús Navas       |         | 94'    |
| CB                   | 44 | Loïc Badé         |         |        |
| CB                   | 6  | Nemanja Gudelj    |         | 120+8' |
| LB                   | 3  | Alex Telles       |         | 94'    |
| CM                   | 20 | Fernando          |         | 120+8' |
| CM                   | 10 | Ivan Rakitić      | 65'     |        |
| RW                   | 55 | Lucas Ocampos     | 120+10' |        |
| AM                   | 21 | Óliver Torres     |         | 46'    |
| LW                   | 25 | Bryan Gil         |         | 46'    |
| CF                   | 15 | Youssef En-Nesyri |         |        |
| Substiuições:        |    |                   |         |        |
| GK                   | 1  | Marko Dmitrović   |         |        |
| GK                   | 31 | Alberto Flores    |         |        |
| DF                   | 2  | Gonzalo Montiel   | 120+4'  | 94'    |
| DF                   | 4  | Karim Rekik       |         | 94'    |
| DF                   | 14 | Tanguy Nianzou    |         |        |
| DF                   | 23 | Marcão            |         | 120+8' |
| MF                   | 8  | Joan Jordán       | 120'    | 120+8' |
| MF                   | 24 | Papu Gómez        |         |        |
| MF                   | 43 | Manu Bueno        |         |        |
| FW                   | 7  | Suso              |         | 46'    |
| FW                   | 12 | Rafa Mir          | 36'     |        |
| FW                   | 17 | Erik Lamela       | 109'    | 46'    |
| Treinador:           |    |                   |         |        |
| José Luis Mendilibar |    |                   |         |        |

| GK            | 1             | Rui Patrício        |         |      |
| CB            | 23            | Gianluca Mancini    | 48'     |      |
| CB            | 6             | Chris Smalling      |         |      |
| CB            | 3             | Roger Ibañez        |         |      |
| RM            | 19            | Zeki Çelik          | 74'     | 91'  |
| CM            | 4             | Bryan Cristante     | 65'     |      |
| CM            | 8             | Nemanja Matić       | 21'     | 120' |
| LM            | 37            | Leonardo Spinazzola |         | 106' |
| AM            | 7             | Lorenzo Pellegrini  | 45'     | 106' |
| CF            | 21            | Paulo Dybala        |         | 68'  |
| CF            | 9             | Tammy Abraham       |         | 74'  |
| Substiuições: |               |                     |         |      |
| GK            | 63            | Pietro Boer         |         |      |
| GK            | 99            | Mile Svilar         |         |      |
| DF            | 2             | Rick Karsdorp       | 120+10' |      |
| DF            | 14            | Diego Llorente      |         | 106' |
| MF            | 20            | Mady Camara         |         |      |
| MF            | 25            | Georginio Wijnaldum |         | 68'  |
| MF            | 52            | Edoardo Bove        |         | 120' |
| MF            | 59            | Nicola Zalewski     | 105'    | 91'  |
| MF            | 62            | Cristian Volpato    |         |      |
| MF            | 68            | Benjamin Tahirović  |         |      |
| FW            | 11            | Andrea Belotti      |         | 74'  |
| FW            | 92            | Stephan El Shaarawy |         | 106' |
| Treinador:    |               |                     |         |      |
| José Mourinho | José Mourinho | José Mourinho       | 120'    |      |